# Double Écho
Pour plus de détails, voir Fiche technique et Distribution.
Double Écho (Echo) est un téléfilm américain réalisé par Charles Corell, diffusé en 1997.

## Synopsis
Max a été adopté par Len et Ruth, mais sans lui faire part de l'existence de son jumeau Steven, qui réapparaît et essaie de prendre sa place pour rattraper le bonheur qu'il n'a pas eu…

## Commentaire
Un bon et un mauvais, l'intrigue est sans surprise mais avec un bon jeu de scénario.

## Fiche technique
- Titre : Double Écho
- Titre original : Echo
- Scénario : Peter Steinfeld
- Producteurs : Janet Faust Krusi, Donald Kushner, Peter Locke (en) et Jack Wagner
- Production : American Broadcasting Company
- Musique : Peter Manning Robinson
- Photographie : John S. Bartley
- Langue : anglais
- Pays d’origine :  États-Unis
- Durée : 90 min
- Image : 1.33

## Distribution
- Jack Wagner : Max Jordan et Steven Jordan
- Alexandra Paul : Olivia Jordan
- Kin Shriner : Jackson Lewis
- Clare Carey : Tess Lewis
- Laurie Holden : Scarlett Antonelli
- Ray Baker : Stu Fishman
- Teryl Rothery : Ruth Jordan
- Anthony Harrison : Len Jordan
- Fulvio Cecere : Lawrence Russo
- Venus Terzo : Kathy
- David Neale : Luke Jordan
- Malcolm Stewart : Dr Klein
- Lori Triolo : Alise
- April Telek : flirt de Stu
- Lorena Gale : infirmière
- P. Lynn Johnson : secrétaire d'hôpital
- Ian Murray : doublure de Jack Wagner